# Mohammad Madjlessi
Pour les articles homonymes, voir Madjlessi.
 (mai 2021).
Si vous disposez d'ouvrages ou d'articles de référence ou si vous connaissez des sites web de qualité traitant du thème abordé ici, merci de compléter l'article en donnant les références utiles à sa vérifiabilité et en les liant à la section « Notes et références ».
 (mai 2021).
La mise en forme du texte ne suit pas les recommandations de Wikipédia : il faut le « wikifier ».
Les points d'amélioration suivants sont les cas les plus fréquents :
- Les titres sont pré-formatés par le logiciel. Ils ne sont ni en capitales, ni en gras.
- Le texte ne doit pas être écrit en capitales (les noms de famille non plus), ni en gras, ni en italique, ni en « petit »…
- Le gras n'est utilisé que pour surligner le titre de l'article dans l'introduction, une seule fois.
- L'italique est rarement utilisé : mots en langue étrangère, titres d'œuvres, noms de bateaux, etc.
- Les citations ne sont pas en italique mais en corps de texte normal. Elles sont entourées par des guillemets français : « et ».
- Les listes à puces sont à éviter, des paragraphes rédigés étant largement préférés. Les tableaux sont à réserver à la présentation de données structurées (résultats, etc.).
- Les appels de note de bas de page (petits chiffres en exposant, introduits par l'outil «  Source ») sont à placer entre la fin de phrase et le point final[comme ça].
- Les liens internes (vers d'autres articles de Wikipédia) sont à choisir avec parcimonie. Créez des liens vers des articles approfondissant le sujet. Les termes génériques sans rapport avec le sujet sont à éviter, ainsi que les répétitions de liens vers un même terme.
- Les liens externes sont à placer uniquement dans une section « Liens externes », à la fin de l'article. Ces liens sont à choisir avec parcimonie suivant les règles définies. Si un lien sert de source à l'article, son insertion dans le texte est à faire par les notes de bas de page.
- La présentation des références doit suivre les conventions bibliographiques. Il est recommandé d'utiliser les modèles {{Ouvrage}}, {{Chapitre}}, {{Article}}, {{Lien web}} et/ou {{Bibliographie}}. Le mode d'édition visuel peut mettre en forme automatiquement les références.
- Insérer une infobox (cadre d'informations à droite) n'est pas obligatoire pour parachever la mise en page.

Pour une aide détaillée, merci de consulter Aide:Wikification.
Si vous pensez que ces points ont été résolus, vous pouvez retirer ce bandeau et améliorer la mise en forme d'un autre article.
Mohammad Madjlessi (né le 2 mai 1930 à Ispahan - mort le 3 janvier 2021 à Ispahan) est un poète, écrivain et traducteur iranien.

## Biographie
Mohammad Madjlessi est né en 1930 à Ispahan. Il est diplômé en droit de l'Université de Téhéran et docteur en Sciences Politiques de l'Université d'Aix-en-Provence.
Après ses études de droit à l'Université de Téhéran, le jeune poète communiste,  est arrêté et emprisonné pour ses opinions politiques à l'âge de 23 ans, à la suite du coup d'État américain du 19 août 1953 contre le gouvernement de Mossadegh. Il est ensuite exilé à l'île de Kharg avec d'autres détenus politiques, intellectuels et ouvriers militants du Parti Tudeh d'Iran.
L'exil et la prison n'ont pas affaibli ses convictions Après le passage de cet examen du feu et la fin de ses années de privation de liberté, il a continué son métier de journaliste et romancier.
Pendant plus de 20 ans, Mohammad Madjlessi est l'auteur du « roman du soir », l'une des émissions quotidiennes les plus écoutées de Radio Iran. Ses romans sont diffusés dans tous les pays persanophones de la région (Iran, Afghanistan, Tadjikstan).
Dans les dernières années de la monarchie, il émigre à Toulouse en France. Il rentre en Iran avec le renversement du Shah et la victoire de la Révolution de février 1979.
Mohammad Madjlessi est l'un des membres fondateurs du Conseil des écrivains et des artistes d'Iran. Après avoir expérimenté la poésie et le roman, il a progressivement commencé à traduire des textes classiques de la littérature mondiale.
Il traduit en persan plus de 70 livres clés d'auteurs célèbres, en particulier des auteurs français et russes.
Le ministère français des Affaires étrangères a félicité « cet éminent traducteur iranien qui a joué un rôle important dans la transmission des œuvres françaises, en particulier celles de Victor Hugo à un public de langue persane ».
Mohammad Madjlessi traduit les œuvres de Tchinguiz Aïtmatov, écrivain kirghize, une des figures culturelles les plus célèbres de l'Union soviétique en Iran.
Dans les derniers jours de sa vie, il travaillait sur une nouvelle traduction de Guerre et Paix de Tolstoï, qui est resté inachevée. 
Mohammad Madjlessi est décédé le 3 janvier 2021 dans sa ville natale d'Ispahan et est enterré au cimetière des artistes renommés à Bagh Rezvan à Ispahan.
Ce poète insoumis est resté optimiste et confiant dans l'avenir de son pays jusqu'à la fin de sa vie. Le poème gravé sur sa tombe avec son écriture et sa signature atteste de son soif de liberté même après la mort. 
« Si tu viens demain, nous ne serons plus là, ô Liberté ! »

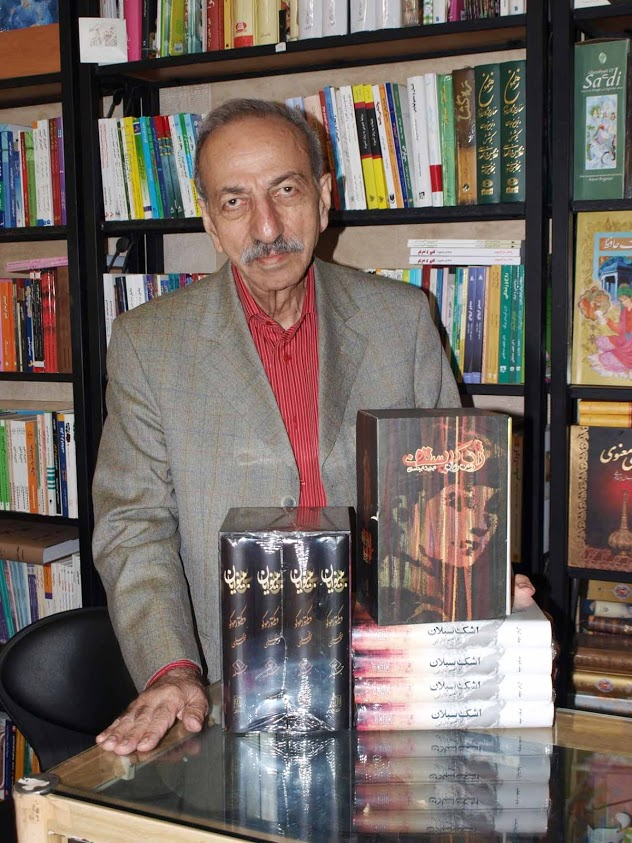

## Traductions et autres écrits
- Golbad - recueil de poèmes
- Roman du soir "dâstân-e-shab" - Radio Iran 1959 à 1979[1]
- Essai sur "Parmi les cailloux et les diamants d'Ehsan Tabari"
- Des étoiles dans le ciel de Palestine
- Le roman de Siavash
- Art et folie
- La vérité sur l'affaire Galilée
- Regards d'écrivains sur un monde convulsé
- Les grands romans du monde
- Les œuvres-clés de la musique
- Les Misérables - Victor Hugo
- Quatre-vingt-treize - Victor Hugo
- La vie de Beethoven - Romain Rolland
- Jean-Christophe - Romain Rolland
- Lettres Persanes - Montesquieu
- La Légende de l'homme à la cervelle d'or - Alphonse Daudet
- Symphonie pastorale - André Gide
- L'amour et quelques autres histoires - Guy de Maupassant
- La Dame aux camélias - Alexandre Dumas
- Une mort très douce - Simone de Beauvoir
- Souvenirs posthumes - Jean Dutourd
- Contes pour enfants pas sages - Jacques Prévert
- Le Petit Prince - Antoine de Saint-Exupéry
- Les Hauteurs de la ville - Emmanuel Roblès
- Lettre d'une inconnue - Stefan Zweig
- Le Joueur d'échecs - Stefan Zweig
- Marie Antoinette - Stefan Zweig
- Romain Rolland - Stefan Zweig
- Un ennemi du peuple - Henrik Ibsen
- Le rossignol et la rose - Oscar Wilde
- Géant égoïste - Oscar Wilde
- Barnaby Rudge - Charles Dickens
- La Peste écarlate - Jack London
- Résurrection - Léon Tolstoï
- Anna Karénine - Léon Tolstoï
- La Dame de pique - Alexandre Pouchkine
- Djamilia - Tchinguiz Aïtmatov
- La marque de cassandre-  Tchinguiz Aïtmatov
- Une journée plus longue qu'un siècle -  Tchinguiz Aïtmatov
- Les rêves de la louve -  Tchinguiz Aïtmatov
- L'oiseau migrateur -  Tchinguiz Aïtmatov
- Gorki - Nina Gorfinkel
- Torrent de fer - Serafimovitch
- Comme le fleuve qui coule - Paulo Coelho
- Mozart - Ian McLean
- La vie pathétique de Tchaïkovsky
- La chute d' Ispahan - Jean-Christophe Rufin
- Le soleil de la Perse - Guy Rachet
- Darius le Grand, l'empire achéménide sur trois continents
- Alamut - Vladimir Bartol
- De Caucase à Persépolis - Jane Dieulafoy
- Les voyages de Jean Chardin en Iran